# Helen Jameson
Helen Jameson, född 25 september 1963, är en brittisk före detta simmare.
Jameson blev olympisk silvermedaljör på 4 x 100 meter medley vid sommarspelen 1980 i Moskva.